# Her Renunciation
Her Renunciation è un cortometraggio muto del 1915 diretto da George Morgan.

## Produzione
Il film fu prodotto dalla Biograph Company.

## Distribuzione
Distribuito dalla General Film Company, il film - un cortometraggio in una bobina - uscì nelle sale cinematografiche statunitensi il 2 ottobre 1915.
Non si conoscono copie ancora esistenti della pellicola che viene considerata presumibilmente perduta